# Lydellina anorbitalis
Lydellina anorbitalis là một loài ruồi trong họ Tachinidae.